# Malakai Alesana
Malakai Alesana (Funafuti, 23 april 1993) is een Tuvaluaans voetballer die uitkomt voor Tofaga.
Malakai is een jonge speler die tijdens de Tuvalu A-Division 2012 gedeeld topscorer werd 
met Felo Feoto, de aanvaller van Tamanuku